# Jenny Estrada
Jenny María Estrada Ruiz, nota anche con lo pseudonimo di María Ignacia (Guayaquil, 21 giugno 1940 – Guayaquil, 9 febbraio 2024), è stata una giornalista, scrittrice e storica ecuadoriana che evidenziò principalmente i temi dei personaggi di Guayaquil e delle figure femminili. Fu la prima donna a scrivere un articolo d'opinione per El Universo e creò il Museo Municipale di Musica Popolare Julio Jaramillo che diresse sino al 2019.
Fu membro dell'Accademia Nazionale di Storia e dell'Accademia Marittima e Fluviale dell'Ecuador.

## Biografia

### Formazione
Figlia di Miguel Estrada Valle, dottore in giurisprudenza, e Olga Ruiz Robles, cantante lirica, completò gli studi liceali presso la scuola "La Inmaculada" di Guayaquil. Studiò pianoforte al Conservatorio Nazionale Antonio Neumane di Guayaquil. Fece anche domanda per frequentare la scuola di agricoltura tropicale in Honduras ma in risposta il direttore dell'istituto le spiegò che il progetto non prendeva ancora in considerazione le donne. Si recò quindi negli Stati Uniti per studiare la formazione di segretaria esecutiva. Visse e studiò a Hackensack, nel New Jersey, e infine a New York. Ottenne la credenziale di ricerca presso l'Archivio Generale delle Indie dell'Università di Siviglia.

### Carriera
Nel 1968 iniziò la carriera di giornalista d'opinione, aprendo la strada alla partecipazione femminile nella redazione del quotidiano El Universo, dove fu la prima donna ad avere una propria rubrica, chiamata "Feminine Opinion" e firmata con lo pseudonimo di María Ignacia, in cui trattò temi di contenuto socio-politico e culturale per oltre dieci anni. Il suo primo articolo parlava delle bande che sfruttavano i bambini senzatetto nelle strade di Guayaquil. Successivamente si cimentò nell'intervista a contenuto umano e nel reporting analitico. Il suo primo resoconto riguardava la vita di una contadina di Yaguachi, chiamata Flérida. L'obiettivo del reportage era quello di rivelare la realtà di un'umile donna che viveva in un canneto e si dedicava all'educazione dei suoi figli.
Lavorò anche al quotidiano El Telégrafo con la pagina settimanale “Mundo Femenino”, che diffondeva notizie nazionali e internazionali legate alle donne. Mise in risalto il progresso delle donne ecuadoriane, poiché il suo obiettivo era quello di rimuovere dall'anonimato le figure femminili che alla fine sarebbero arrivate ad occupare il primo piano. Estese anche la sua collaborazione alla televisione e alla radio. 
Nel 1974, formò a Guayaquil un Comitato Nazionale per l'"Anno Internazionale della Donna" che l'ONU dichiarò sarebbe stato il 1975. Lavorando con femministe come Isabel Herrería, Ana Moreno e Ketty Romo-Leroux, organizzò assemblee democratiche, tavole rotonde e forum di discussione che richiedevano l’attenzione dello Stato, una partecipazione paritaria agli affari governativi e leggi riformate e scritte da donne. Lavorò anche come addetto alle pubbliche relazioni per la Fiera Internazionale dell'Ecuador per l'America Latina.
Nel 1984 fu la conduttrice e direttrice del programma femminile "Nosotros" (1984-1986) trasformato in uno spazio socioculturale. Dal 1986 al 1990 lavorò nella Marina Militare come direttore amministrativo, responsabile delle ricerche e delle pubblicazioni, dell'Istituto di Storia Marittima. Nel 1994 diventa la prima commentatrice donna di Radio Cristal.
L'Accademia Nazionale di Storia la nominò membro a pieno titolo: una delle poche occasioni in cui fu conferito tale riconoscimento a una donna. 
Scrisse dieci libri. Estrada era nota per il suo interesse per la storia di Guayaquil. Nel 1994 uscì un libro sui costumi e le tradizioni della sua città natale intitolato Del Tiempo de la Yapa. Due anni dopo scrisse El Montubio - un forjador de identidad sui cowboy che vivevano sulla costa.

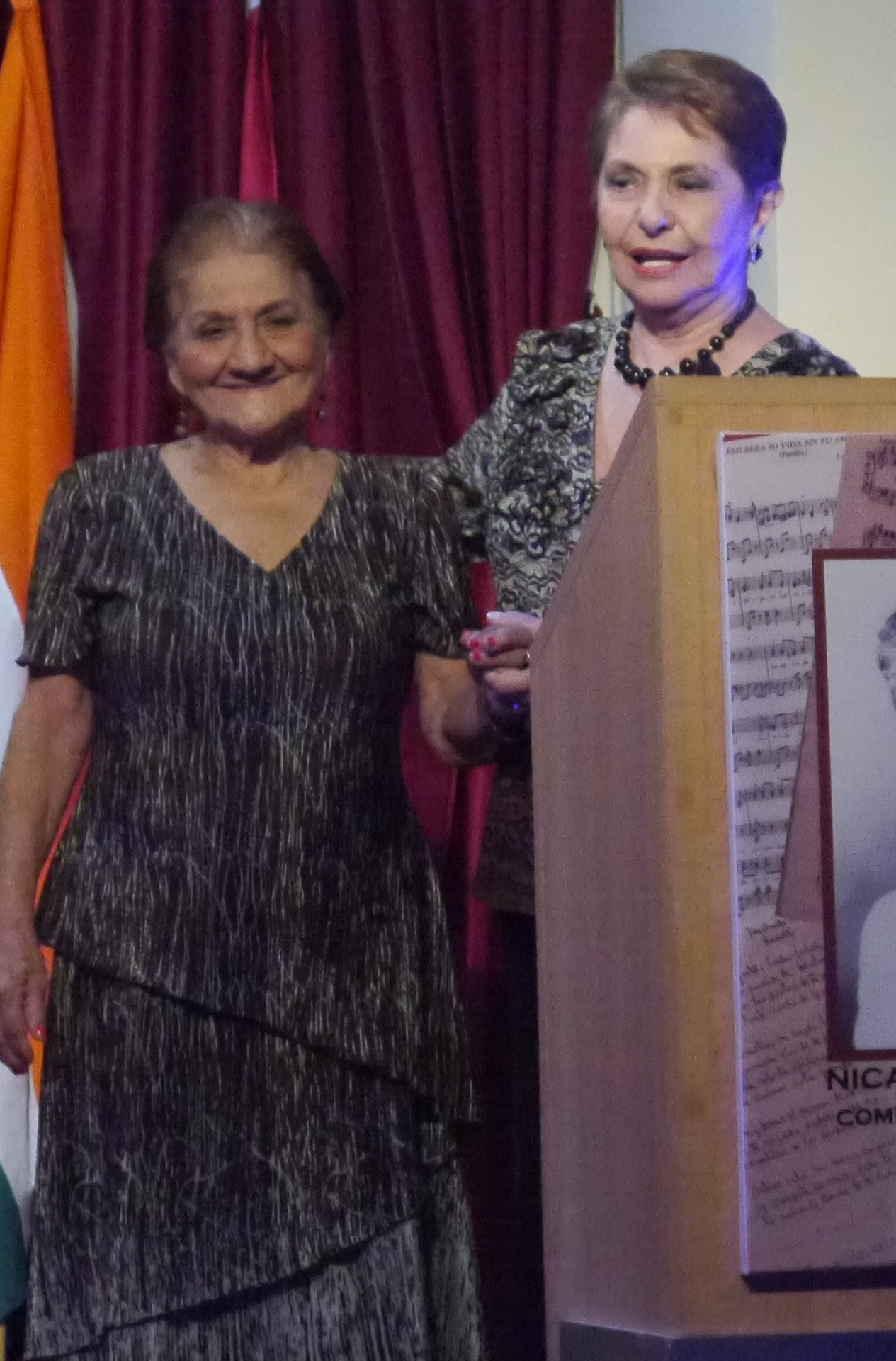
Jenny Estrada con la cantante Fresia Saavedra

Nel 2018 le fu assegnato il Premio Matilde Hidalgo per meriti culturali. Il premio le venne consegnato dall'economista Elizabeth Cabezas Guerrero, ex presidente dell'Assemblea nazionale dell'Ecuador. La cerimonia avvenne il 9 ottobre, giorno del 198º anniversario dell'indipendenza della città di Santiago de Guayaquil.

### Morte
Morì a Guayaquil all'età di 83 anni il 9 febbraio 2024.

## Museo Civico di Musica Popolare "Julio Jaramillo"
Il 1º marzo 2008, insieme al comune di Guayaquil, fu creata la fondazione "Museo Municipale della Musica Popolare", che prese il nome di "Julio Jaramillo", noto esponente della musica popolare ecuadoriana. Secondo un'intervista condotta da Mario Muñoz Arévalo nel 2016, Jenny Estrada raccontò di aver inizialmente suggerito il nome "Museo della musica popolare di Guayaquil" o, in onore del compositore di Guayaquil, Nicasio Safadi. Tuttavia, il sindaco Jaime Nebot insistettesul nome “Julio Jaramillo” affinché i Guayaquileños riscoprissero la propria identità.
L'obiettivo principale del museo è preservare le opere di artisti e artisti di Guayaquil o che risiedevano in città, oltre ad arricchire il patrimonio culturale del paese e diffondere alle nuove generazioni informazioni sconosciute sulle loro opere.  Nel museo si possono trovare esemplari che mostrano più di 100 anni di musica popolare del porto. La storia concentrata risale all'anno 1892, anno della fondazione della prima scuola di musica a Guayaquil, fino al 1978, anno della morte di Julio Jaramillo. Inoltre, si possono trovare informazioni sull'industria fonografica ecuadoriana e mondiale. Un altro degli obiettivi del museo è quello di servire i cittadini di Guayaquil attraverso incontri domenicali, produzione di libri di canzoni, documentari televisivi e biblioteche musicali.
All'interno della struttura è presente la scuola El Pasillo intitolata ad un compositore ecuadoriano di origine libica, “Nicasio Safadi Reves”. Il suo obiettivo, come quello del museo in cui si trova, è di incoraggiare l'interesse dei giovani per un genere popolare della musica ecuadoriana. Le lezioni sono tenute da artisti come Carlos Rubira Infante, Fresia Saavedra, Naldo Campos, tra gli altri. Corsi di canto, pianoforte, arpa e chitarra sono offerti per giovani dai 12 ai 22 anni, e corsi di fisarmonica per persone di qualsiasi età. Jenny Estrada spiegò in un libro le motivazioni che l'avevano ispirata, i risultati raggiunti e le proiezioni future:
È stata direttrice del museo dalla sua creazione fino a dicembre 2019.

## Opere
- Las mujeres de Guayaquil, siglo XVI al XX (1972)[18]
- Una mujer total, Matilde Hidalgo de Procel: biografía (1981)[19]
- Personajes y circunstancias: (entrevistas y reportajes), Casa de la Cultura Ecuatoriana Benjamín Carrión, Núcleo del Guayas, 1982[20]
- Mujeres de Guayaquil,[21] Guayaquil: Publicaciones del Banco Central del Ecuador. Archivo Histórico del Guayas, 1984.[22]
- La epopeya del Aviso Atahualpa (1990)[23]
- Ancón en la historia petrolera ecuatoriana: 1911 - 1976, Escuela Superior Politécnica del Litoral (ESPOL), 2001 p.302 ISBN 997841794X, ISBN 9789978417942
- El montubio
- El Tempio de la Yapa (1994)
- Los italianos de Guayaquil, Guayaquil, Sociedad Italiana Garibaldi, 1994[24]
- Herencia de Italia en Guayaquil: mujeres destacadas, Muy Ilustre Municipalidad de Guayaquil, 2011, p.143[25]
- Sabores de mi tierra, historia y tradiciones de la mesa guayaquileña, Poligráfica, Guayaquil, 2013 p.288[26]
- La Navegación prehispánica[27]